# Clusia rosea
Клузія рожева (Clusia rosea) — вид рослин з родини клузієвих (Clusiaceae).

## Будова
Вічнозелене дерево з дуже широкою, густою кроною. Росте до 18 метрів висоти. Стовбур короткий, 60 см в діаметрі з опорними коренями біля основи. Плід не їстівний для людей, проте споживається кажанами. Квітне і плодоносить протягом цілого року. Рослини різностатеві.

## Життєвий цикл
Як і деякі види фікусів, це дерево починає життя як епіфіт, насіння якого проростає у тріщинах кори інших дерев. Клузія випускає повітряні корені, що досягнувши землі, починають товстішати, здушуючи дерево хазяїна. Після смерті хазяїна Clusia rosea продовжує рости. 
Фотосинтез Clusia rosea проходить за особливим принципом, що отримав назву кислотного метаболізму товстянкових рослин (САМ - англ. Crassulacean Acid Metabolism). Оскільки продихи відкриті вночі, коли втрачається менше води, проте немає світла для фотосинтезу, рослина змушена зберігати вуглекислий газ у формі органічних кислот. Вони розщеплюються вдень для здійснення фотосинтезу. Такий вид метаболізму дозволяє вижити рослині протягом епіфітного періоду, коли всю вологу вона отримує з повітря. 

## Поширення та середовище існування
Росте у Південній Америці (Еквадор, Колумбія, Венесуела, Гаяна), Центральній Америці (від Панами до Мексики), у Карибському басейні - (Тринідад, Багами), в Північній Америці (Флорида).

## Практичне використання
Вирощують як декоративне дерево через красиві великі квіти.
Протягом захоплення Америки іспанцями конкістадори використовували широке листя дерева для виробництва саморобних гральних карт.

## Шкода
Поширення клузії людьми на Гаваях та Шрі Ланці призводить до захоплення цією рослиною все нових територій. Вважається небезпечним інвазивним видом, що знищує цінні види дерев у дикій природі.

## Галерея

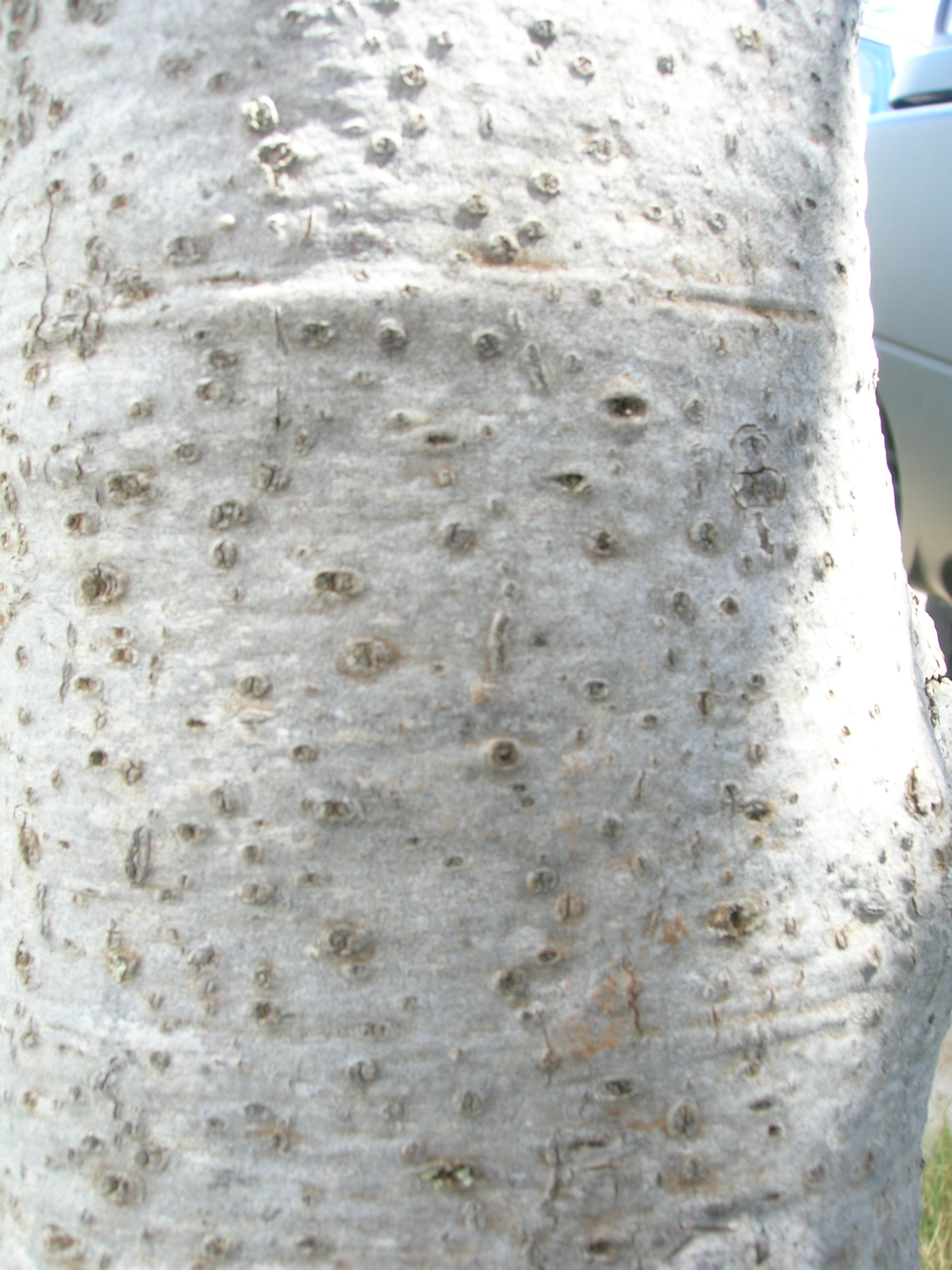
Стовбур
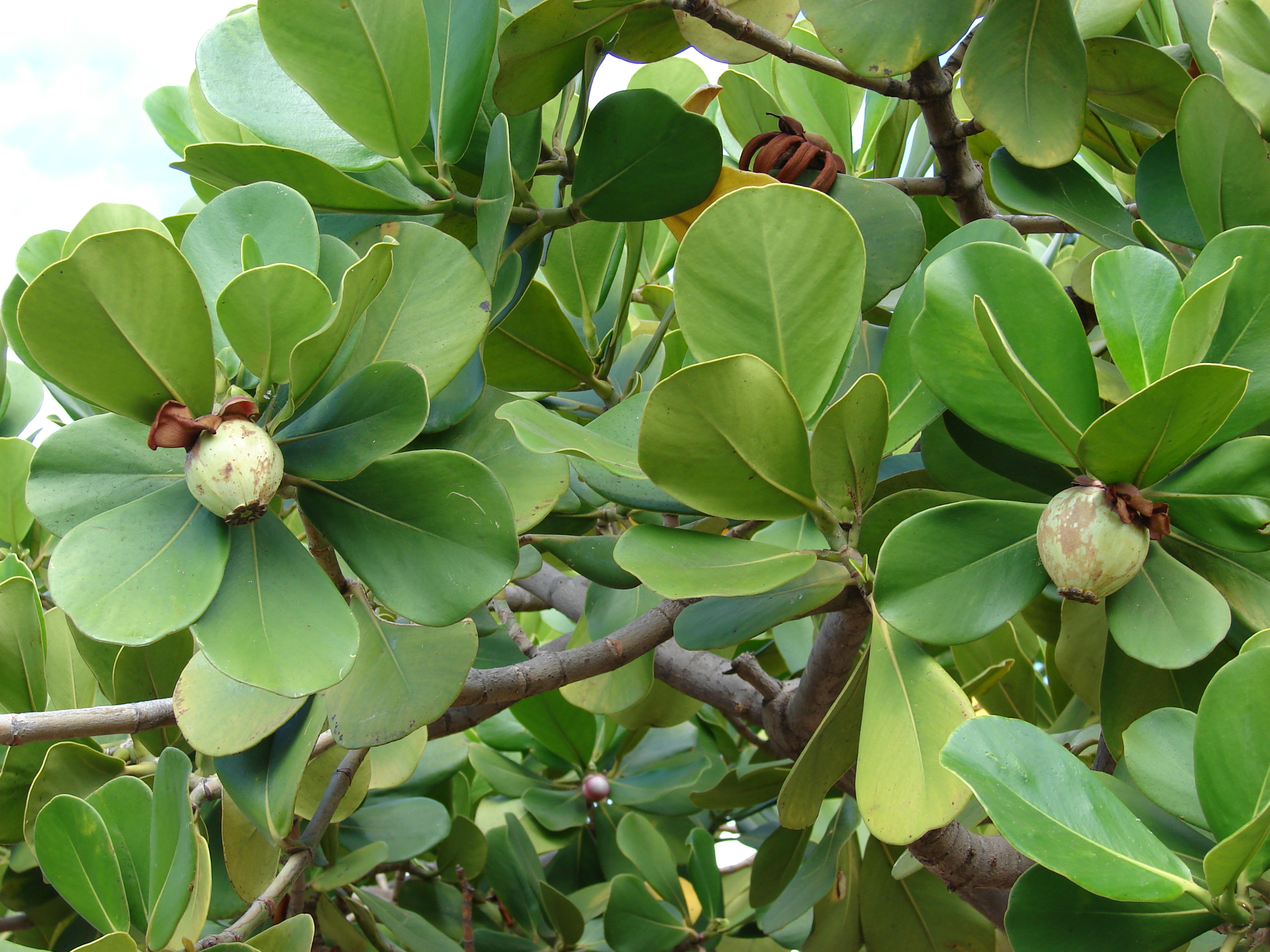
Листя
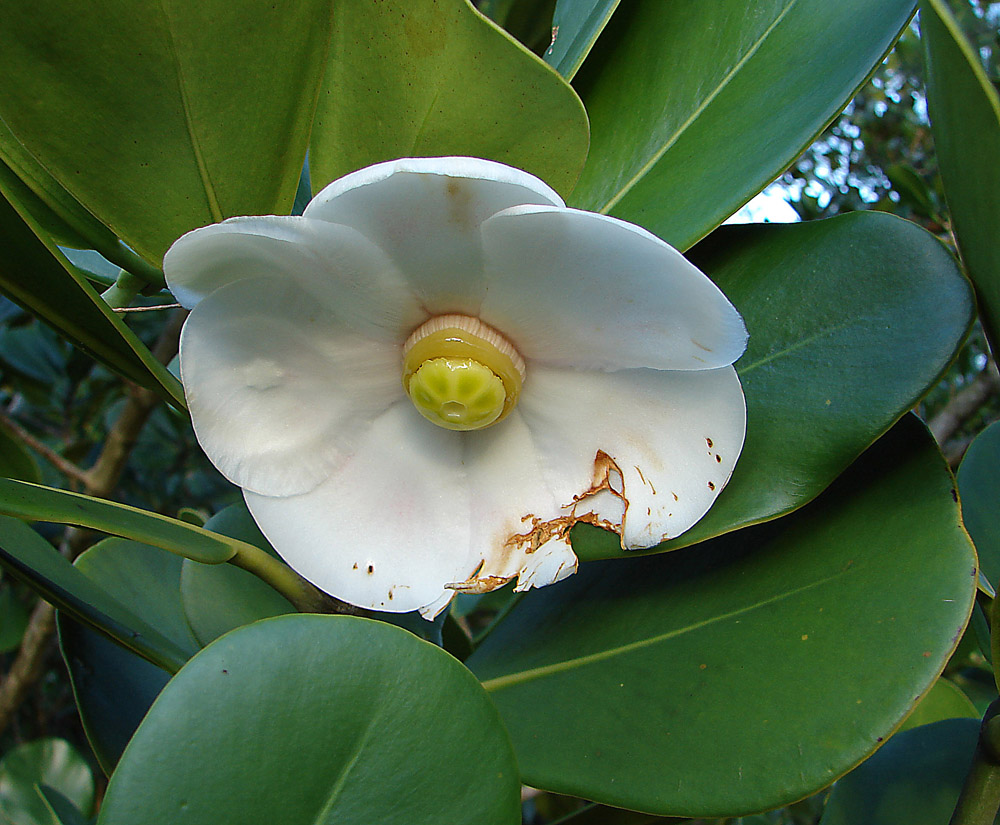
Квіти
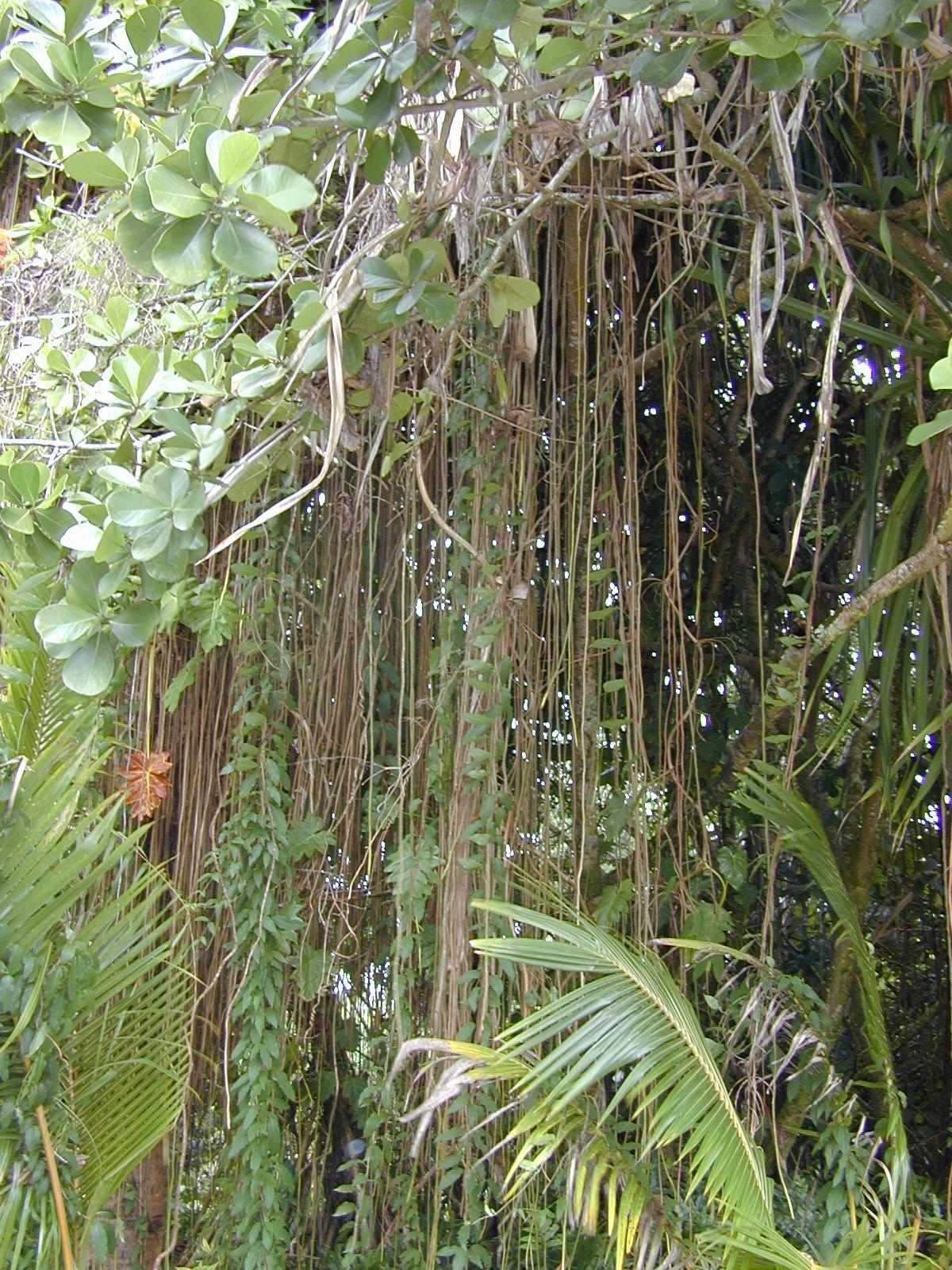
Повітряні корені
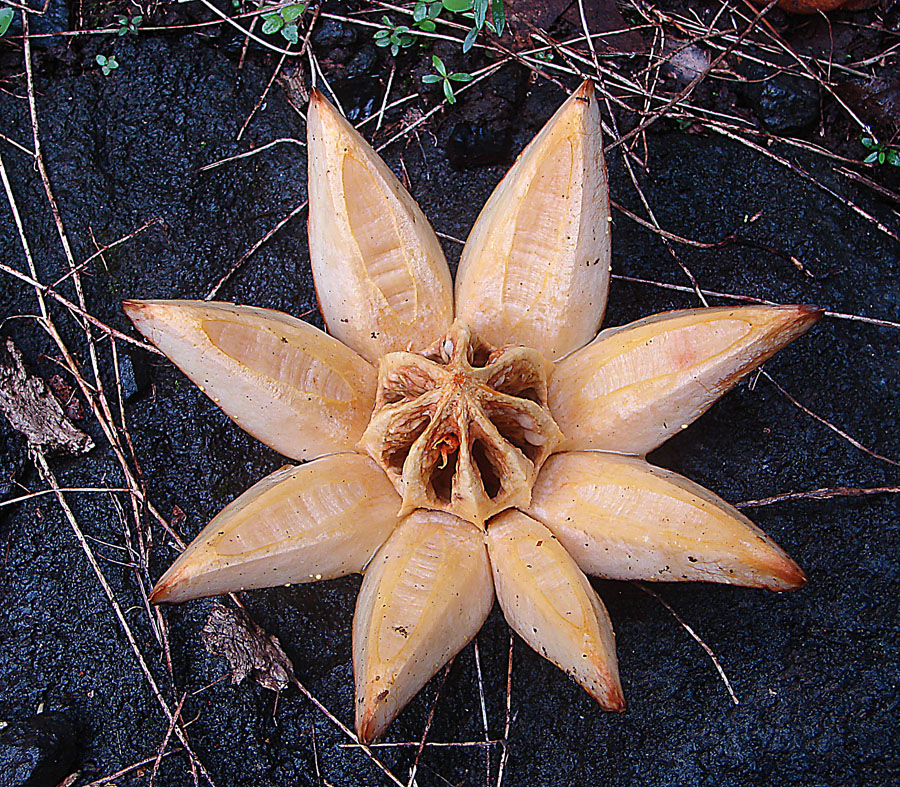
Плід